# 遊佐慶夫
遊佐 慶夫（ゆさ よしお、1889年（明治22年）1月18日 - 1944年（昭和19年）11月17日）は、日本の法学者。専門は、民法・信託法制。学位は、法学博士（早稲田大学・論文博士・1925年）（学位論文「信託法提要」）。早稲田大学初の法学博士。早稲田大学教授を歴任。

## 来歴
1889年1月18日、福島県安達郡油井村（現・二本松市）に生まれる。
1911年、早稲田大学専門部法律科を卒業する。1914年から1916年にかけてベルリン、ロンドン、ベルンへ留学し、帰朝後に早稲田大学助教授に就任する（後に教授となる）。1920年4月から1942年7月まで専門部法律科長となり、同年7月から1944年11月まで法学部長となる。
1925年11月3日、学位論文「信託法提要」で早稲田大学より法学博士の学位を取得。
1944年11月17日、脳溢血のため急逝。享年56歳。

## 人物
- 1926年に弁護士事務所を開業する[1]。
- 早稲田大学総長の大浜信泉は、「早稲田大学生え抜きの専任教授であったと同時に、早稲田大学法科の基礎を築くに最も貢献の大きかった人々」として寺尾元・中村万吉・遊佐慶夫の3人を「早稲田大学法科の三元老」と呼んだ[8]。
- ハンムラビ法典に大きな関心を寄せており、それに関する論文をいくつか著している。

## 家族
- 妻・信子（獣医学者須藤義衛門の娘。）

1936年1月4日、療養中の自宅で腎臓病のため逝去。享年41歳。
- 長男・上治
- 長女・洋子

## 著作

### 著書
- 『日本民法学 総則編』東山堂書房、1917年9月。
- 『民法概論 第1巻 総則篇』早稲田法政学会、1918年10月。NDLJP:956825。
- 『信託法提要』有斐閣、1919年4月。ISBN 9784641607996。NDLJP:960526。
- 『民法概論 物権篇 第1分冊』有斐閣書房、1919年4月。ISBN 9784641608009。NDLJP:956826。
- 『民法概論 物権篇 第2分冊』有斐閣書房、1919年9月。ISBN 9784641608153。NDLJP:956827。
- 『民法概論 物権篇 第3分冊』有斐閣書房、1919年12月。ISBN 9784641608269。
- 『民法概論 物権篇 第4分冊』有斐閣書房、1920年2月。ISBN 9784641608344。
- 『民法概論 物権篇 第5分冊』有斐閣書房、1920年3月。ISBN 9784641608368。NDLJP:956828。
  - 『改訂 民法概論 物権篇』有斐閣書房、1920年5月。ISBN 9784641608405。NDLJP:956831。
  - 『全訂 民法概論 物権篇』（全訂4版）有斐閣書房、1925年4月。ISBN 9784641610217。NDLJP:980850。
  - 『新訂 民法概論 物権篇』（新訂9版）有斐閣書房、1935年4月。ISBN 9784641613454。NDLJP:1272052。
- 『民法概論 総則篇 第1分冊』有斐閣書房、1920年5月。ISBN 9784641608399。NDLJP:956829。
- 『民法概論 総則篇 第2分冊』有斐閣書房、1920年6月。ISBN 9784641608443。NDLJP:956830。
  - 『全訂 民法概論 総則篇』（6版）有斐閣書房、1924年4月。ISBN 9784641609792。
  - 『全訂 民法概論 総則篇』（全訂7版）有斐閣書房、1925年4月。NDLJP:956832。
  - 『新訂 民法概論 総則篇』（新訂第10版）有斐閣書房、1931年5月。ISBN 9784641611955。NDLJP:956832。
  - 『新訂 民法概論 総則篇』有斐閣書房、1939年5月。ISBN 9784641615861。
- 『ハンムラビ法典ノ研究』巌松堂書店、1922年11月。NDLJP:971247。
- 『信託法制評論 附・信託関係法規集』巌松堂書店、1924年7月。NDLJP:982642。
- 『民法原理 総則・物権・債権』巌松堂書店、1924年12月。
  - 『民法原理 総則・物権・債権』（3版）巌松堂書店、1927年5月。NDLJP:982724。
- 『仏蘭西ニ於ケル東京市債ノ私法問題』遊佐法律事務所、1926年12月。
- 『銀行業と信託業との分野問題』遊佐法律事務所、1926年12月。
- 『普通教育 民法大要』巌松堂書店、1927年2月。NDLJP:1271058。
- 『普通教育 商法大要』巌松堂書店、1927年2月。
  - 『普通教育 商法大要』（改訂6版）巌松堂書店、1934年3月。NDLJP:1270019。
  - 『普通教育 商法大要』（改正11版）巌松堂書店、1940年4月。NDLJP:1266821。
- 『安積疏水涜職被告事件意見書 法律論之部』遊佐法律事務所、1927年9月。
- 『安積疏水事件』横田脩一、1929年3月。
- 『古バビロニア法の研究』巌松堂書店、1935年6月。NDLJP:1271923 NDLJP:1272531。
- 『財産法概説』南郊社、1936年11月。NDLJP:1268045。

### 論文
- 「ハンムラビ法典ノ研究」『早稲田法学』第1号、早稲田大学法学会、1922年10月20日、1-180頁、NAID 120000793824。
- 「信託法制評論（一）」『早稲田法学』第2号、早稲田大学法学会、1923年11月10日、1-108頁、NAID 120000787897。
- 「震災後ノ私法観」『早稲田法学』第3号、早稲田大学法学会、1924年11月30日、1-31頁、NAID 120000787886。
- 「信託法制評論（ニ）」『早稲田法学』第3号、早稲田大学法学会、1924年11月30日、109-179頁、NAID 120000793822。
- 「古「バビロン」慣習法ノ研究」『早稲田法学』第5号、早稲田大学法学会、1925年12月20日、1-172頁、NAID 120000793840。
- 「仏蘭西ニ於ケル東京市債ノ私法問題」『早稲田法学』第6号、早稲田大学法学会、1926年12月20日、1-27頁、NAID 120000793830。
- 「信託法改正論（一）」『早稲田法学』第16号、早稲田大学法学会、1937年5月8日、1-57頁、NAID 120000787974。
- 「信託法改正論（ニ）」『早稲田法学』第17号、早稲田大学法学会、1938年9月20日、58-96頁、NAID 120000788045。
- 「満洲国民法評論（総則編）」『早稲田法学』第19号、早稲田大学法学会、1940年4月5日、1-50頁、NAID 120000788062。
- 「満洲国民法評論（物権編）」『早稲田法学』第20号、早稲田大学法学会、1941年7月20日、1-62頁、NAID 120000788082。
- 「満洲国民法評論（担保物権）」『早稲田法学』第21号、早稲田大学法学会、1943年2月10日、1-21頁、NAID 120000788090。
- 「満洲国民法評論（債権編）」『早稲田法学』第22号、早稲田大学法学会、1945年3月20日、1-80頁、NAID 120000788033。